# 科拉贾哈纳巴德
科拉贾哈纳巴德（Kora Jahanabad），是印度北方邦Fatehpur县的一个城镇。总人口24050（2001年）。

## 人口
该地2001年总人口24050人，其中男性12701人，女性11349人；0—6岁人口3892人，其中男2069人，女1823人；识字率58.29%，其中男性为64.55%，女性为51.28%。